# 小宮暁
小宮 暁（こみや さとる、1960年8月15日 - ）は、日本の実業家。東京海上ホールディングス株式会社取締役会長。

## 概要
神奈川県生まれ。麻布中学校・高等学校、東京大学工学部卒。1983年3月に東京海上火災保険（現：東京海上日動火災保険）入社。2009年に東京海上日動火災保険の営業開発部長に就任。2012年に日新火災海上保険株式会社の取締役常務執行役員に着任し、2015年3月に同社取締役常務執行役員を退任。その後、同年4月に東京海上ホールディングス株式会社執行役員経営企画部長となり、2016年には常務執行役員（事業戦略部（海外調査）担当）に就任。2017年では同社常務執行役員海外事業副総括となり、2018年には専務執行役員海外事業総括に就任。2018年4月になると東京海上日動火災保険株式会社専務取締役（海外部門担当）となり、同年6月には東京海上ホールディングス株式会社専務取締役海外事業総括を担当する。2019年には東京海上日動火災保険株式会社取締役会長兼東京海上ホールディングス取締役社長に就任した。2025年6月取締役会長。

## 人物
高校では剣道部に所属しており、主将でもあった。大学では都市工学や都市計画を専攻していた。